# Miniaturpark der Baudenkmäler Niederschlesiens
Koordinaten: 50° 47′ 55″ N, 15° 50′ 3″ O

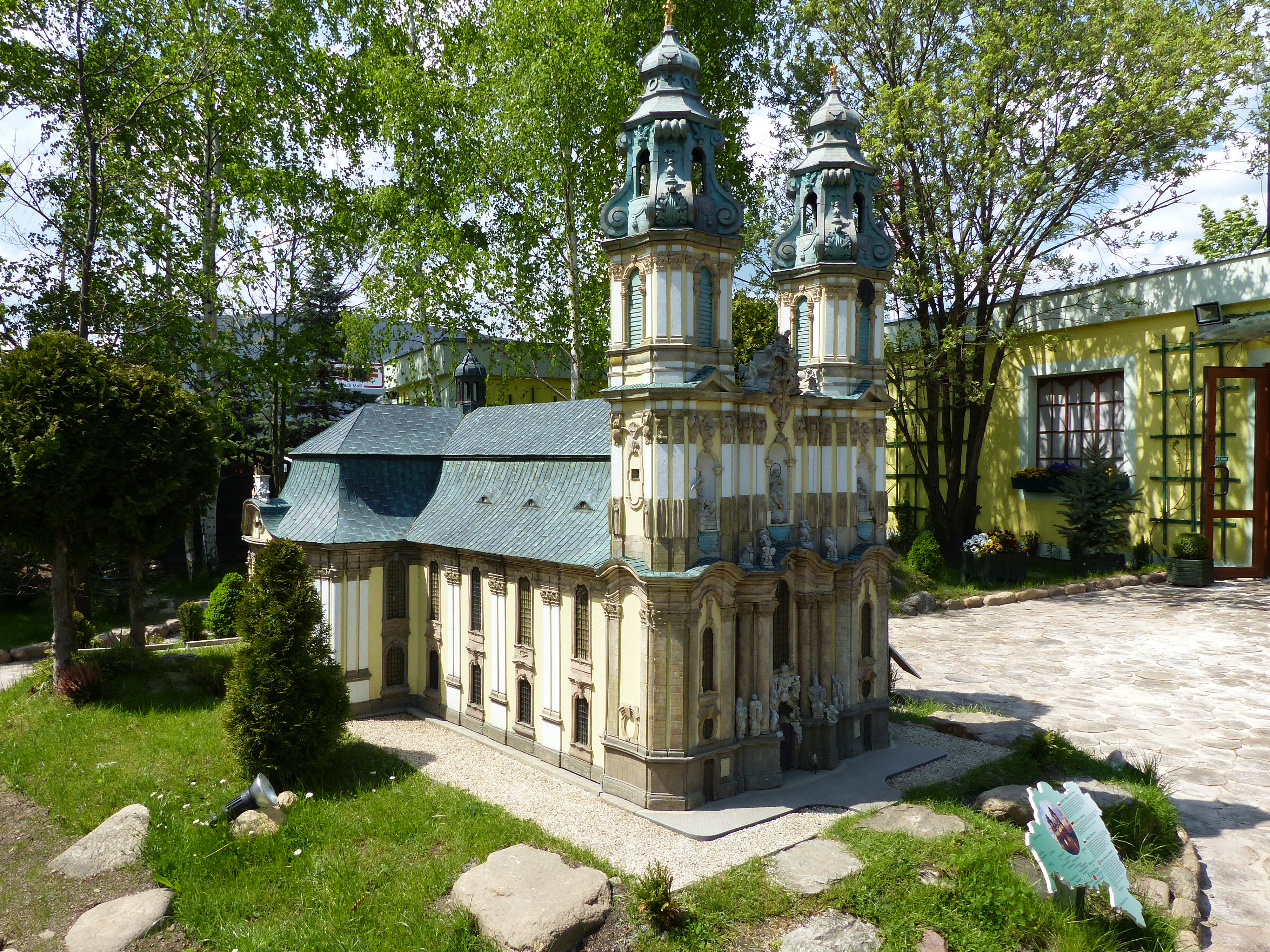
Kloster Grüssau

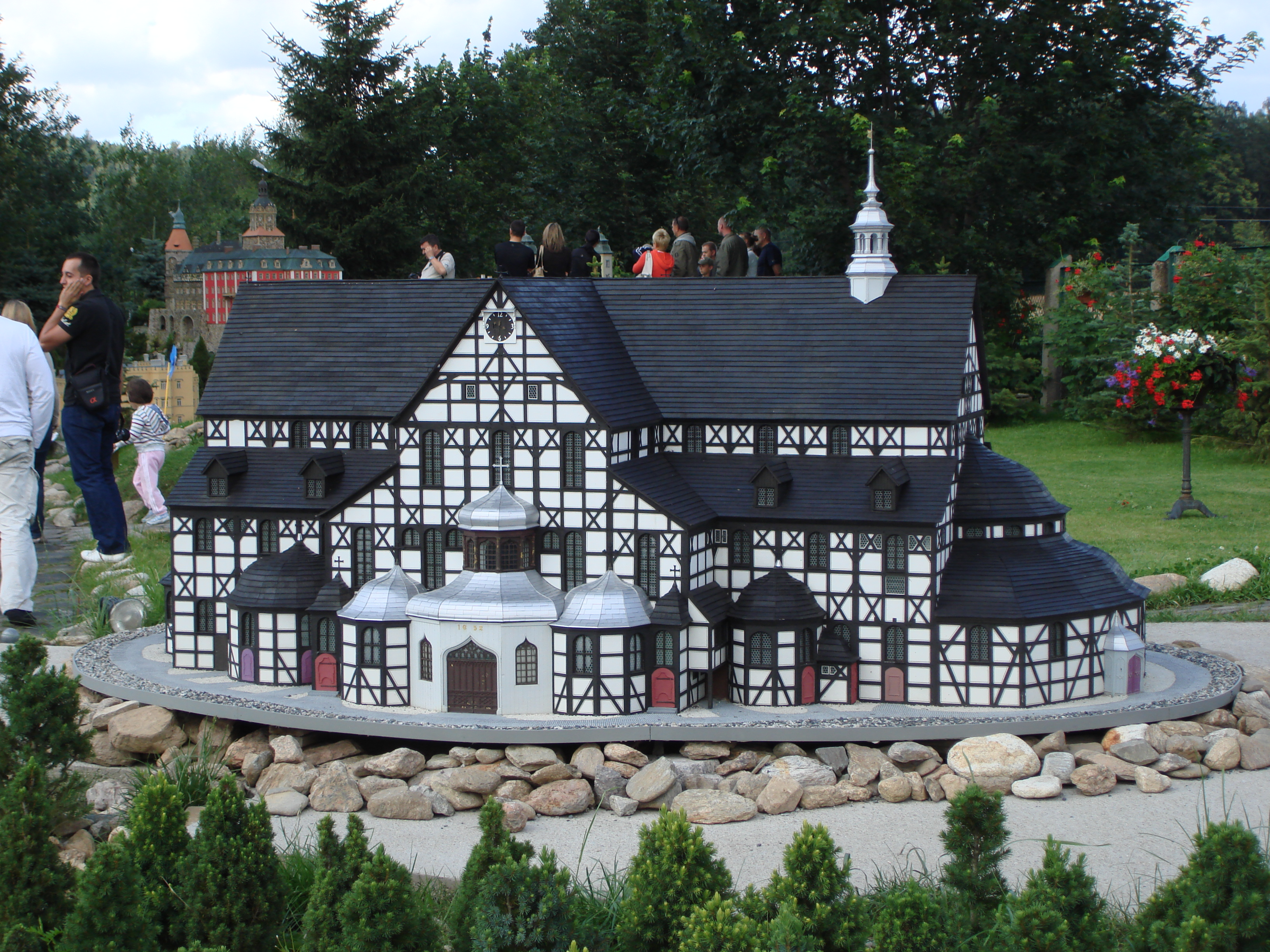
Friedenskirche Schweidnitz

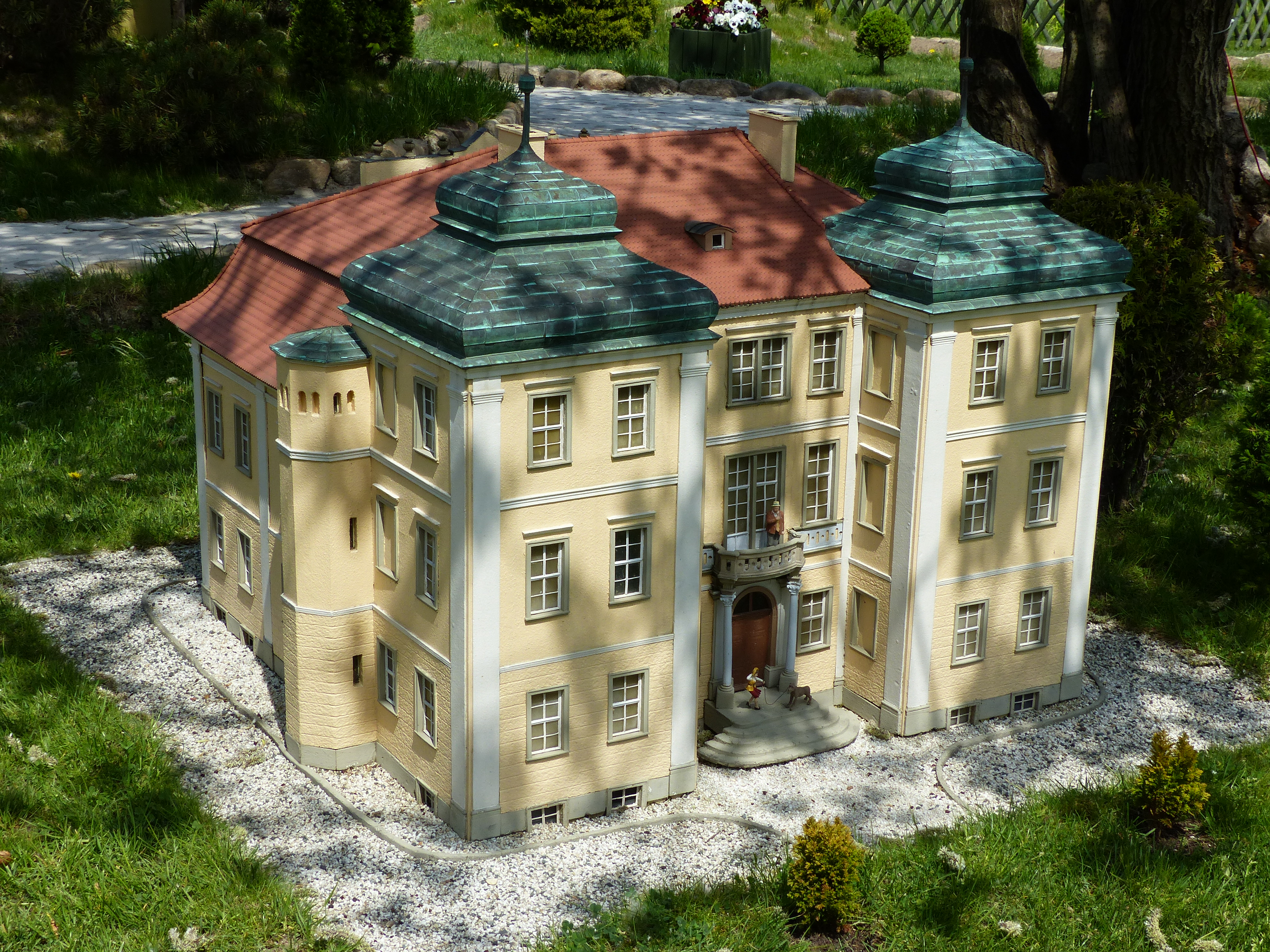
Schloss Lomnitz

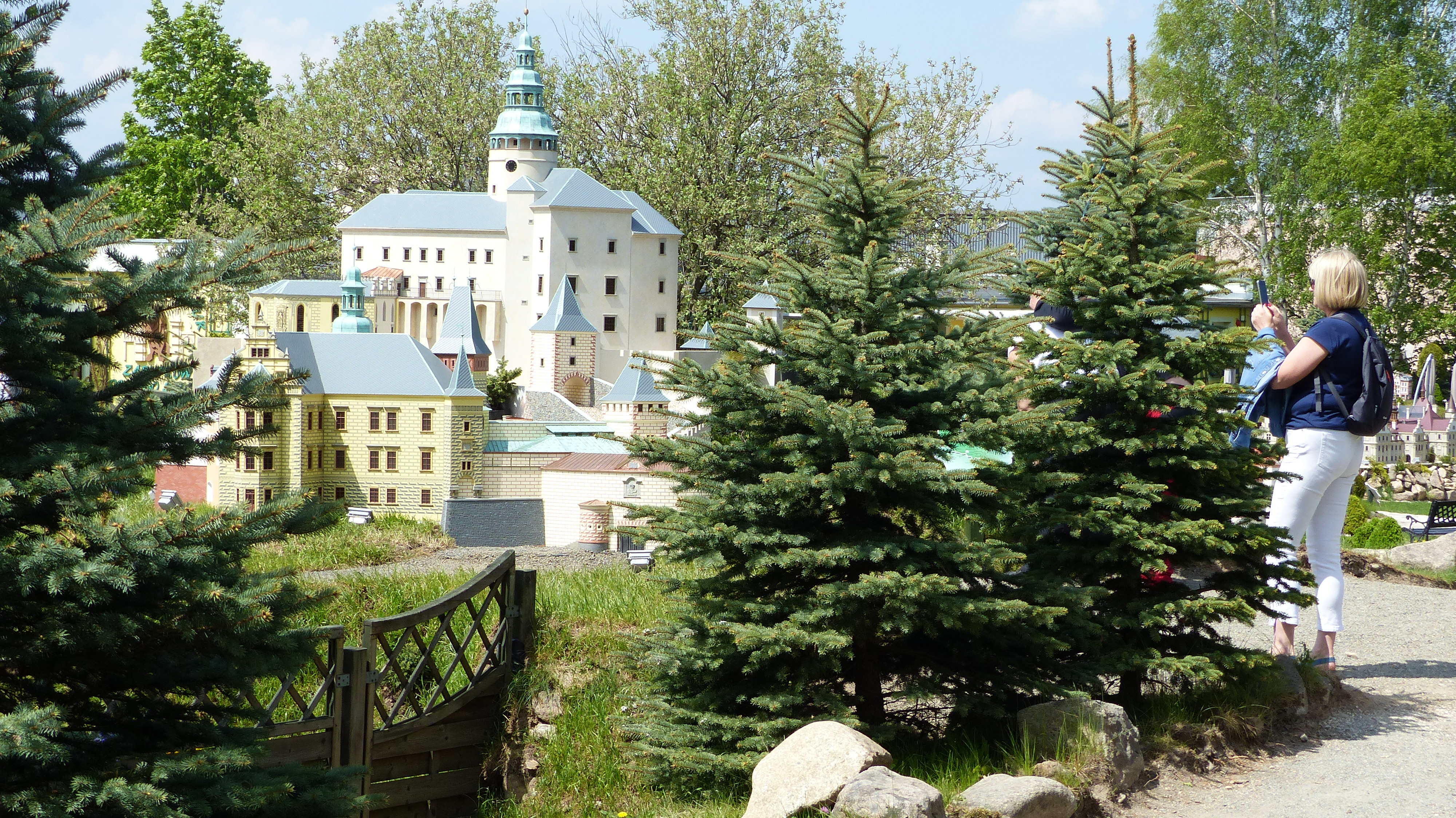
Schloss Friedland

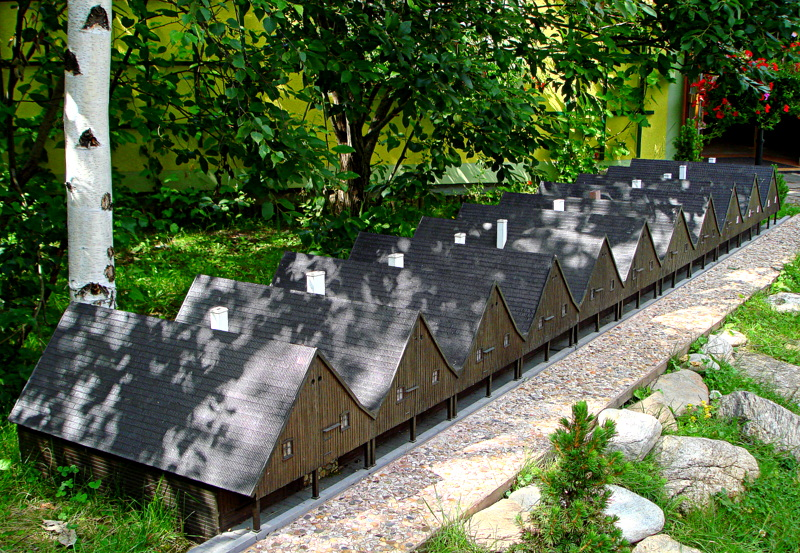
Schömberg – Weberhäuser „Zwölf Apostel“

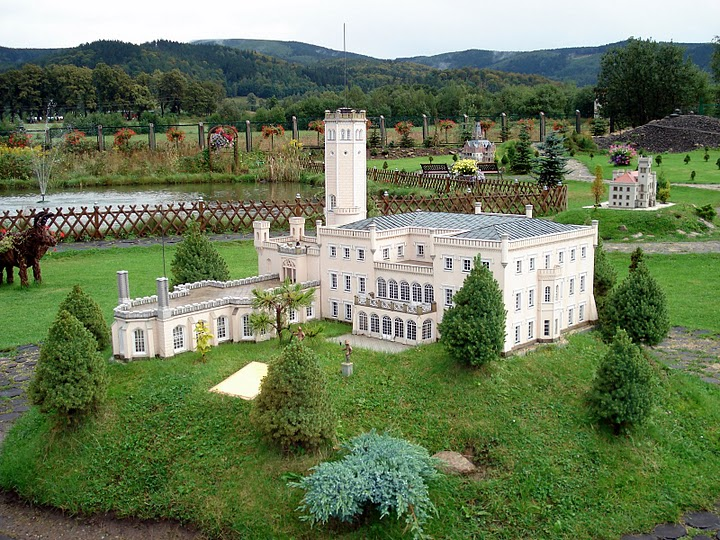
Schloss Erdmannsdorf

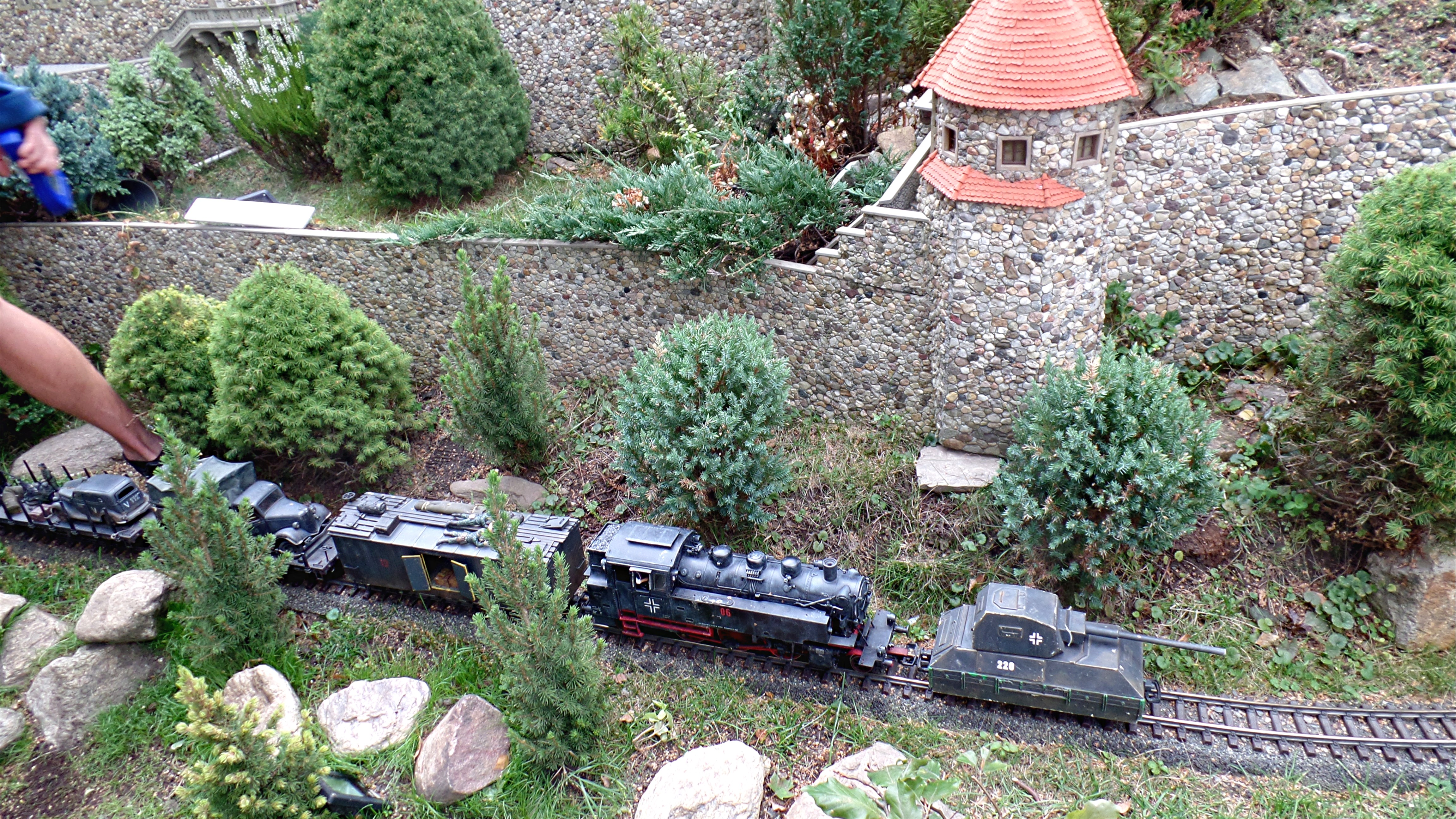
Gold-Zug mit Panzer vor dem Schloss Fürstenstein

Der Miniaturpark der Baudenkmäler Niederschlesiens (polnisch: Park Miniatur Zabytków Dolnego Śląska) in Kowary im Riesengebirge mit der Zweigstelle Miniaturpark der Leuchttürme (polnisch: Park Miniatur Latarni Morskich) in Niechorze an der Polnischen Küste ist ein Miniaturenpark, in dem es maßstabsgerechte Nachbauten zahlreicher Baudenkmäler aus Niederschlesien zu sehen gibt.

## Modelle
Im Park sind derzeit ca. 60 Modelle in Kowary und 30 in Niechorze ausgestellt. Diese sind im Maßstab 1:25 bzw. 1:50 nachgebaut. Zu den Modellen im Park in Kowary gehören:
- Kloster Grüssau
- Häuser der schlesischen Weber in Schömberg
- Marienkirche in Görbersdorf in Schlesien
- Lomnitztalsperre
- Schloss Lomnitz
- Witwenhaus Lomnitz
- Schloss Arnsdorf
- Schloss Schildau
- Marienkirche in Krummhübel
- Herz-Jesu-Kirche in Krummhübel
- Gasthaus Sądowa Bachus
- Stabkirche Wang
- Mittagstein im Riesengebirge
- Berghütte Kleine Teichbaude im Riesengebirge
- Berghütte Strzecha Akademicka
- Kynastburg
- Villa von Gerhart Hauptmann
- Wohnturm Boberröhrsdorf
- Schloss Friedland
- Schlesierhaus im Riesengebirge
- Poststation auf der Schneekoppe
- Observatorium auf der Schneekoppe
- Laurentius-Kapelle auf der Schneekoppe
- Melzergrundbaude
- Schweizerhaus auf dem Kreuzberg
- Schloss Boberstein
- Burg Tzschocha
- Friedenskirche in Schweidnitz
- Friedenskirche in Jawor
- Papiermühle Bad Reinerz
- Schloss Fischbach
- Schloss Fürstenstein
- Königsschloss Mysłakowice
- Villa Anny Aichinger
- Schloss Eckersdorf
- Altstadt Hirschberg im Riesengebirge
- Kreuzerhöhungskirche in Hirschberg im Riesengebirge
- Schloss Moschen
- Schloss Erdmannsdorf in Mysłakowice
- Altstadt Liebenthal
- St. Maternus in Liebenthal
- Palast Eichberg
- Breslauer Rathaus
- Schloss Muskau
- Schloss Hohenelbe
- Schloss Starkenbach
- Rathaus in Schmiedeberg im Riesengebirge
- Brüderturm in Lauban
- Schneekoppe 1968 r.  Observatorium
- Schneekoppe 1968 r. Kapelle
- Schneekoppe 1968 r. Post
- Schneekoppe 1968 r. Berghütte
- Museum des Sports und der Touristik in Krummhübel
- Tyroler Haus nr 1
- Tyroler Haus  nr 2
- Tyroler Haus nr 3
- Schloss Klitschdorf
- Dom in Görlitz
- Rathaus in Görlitz